# خانه باخ
خانه باخ (آلمانی: Bachhaus) موزه ای واقع در آیزناخ تورینگن در کشور آلمان است که اختصاص به آهنگساز نامدار آلمانی یوهان سباستیان باخ دارد. در مساحتی ۶۰۰ متر مربعی، این موزه حدود ۲۵۰ اثر اصلی از جمله دست‌نوشته‌های باخ را به نمایش می‌گذارد. هستهٔ اصلی این مجتمع ساختمانی، یک خانه نیمه چوبی است که حدود ۵۵۰ سال قدمت دارد و به اشتباه در اواسط قرن ۱۹ به عنوان مکان تولد باخ شناخته می‌شد. در سال ۱۹۰۵ این خانه به مالکیت نویه باخ‌گیزلشافت درآمد و نخستین موزه در سال ۱۹۰۷ راه‌اندازی شد.
درگذشته برای دریافت شهروندی، افراد می‌بایست مالک خانه در آن ناحیه می‌بودند. پدر باخ یوهان آمبروزیوس باخ در سال ۱۶۷۴ خانه‌ای در پلاک ۳۵ خیابان لوتر خرید. این خانهٔ اصلیِ خاندان باخ، حدود ۱۰۰ متر بالاتر از مکان امروزی موزه قرار داشت و امروزه دیگر پابرجا نیست؛ چرا که ۲ بار در قرون ۱۸ و ۱۹ تخریب و ساختمان دیگری به‌جایش ساخته شد. امروزه شناسایی محل دقیق تولد باخ تقریباً ناممکن است، زیرا افرادی که مایل به شهروندی بودند، لزوماً به مکان‌هایی که برای این منظور خریداری کرده بودند نقل مکان نمی‌کردند و در عوض آنها را اجاره می‌دادند. بر اساس موقعیت اولین اتاق‌های اجاره‌ای آمبروسیوس باخ در ساختمان ریترگاس و مالکیت او بر خانه‌ای در خیابان لوتر، می‌توان حدس زد که خانواده باخ در این منطقه از شهر زندگی می‌کردند و محل زندگی‌شان دست‌کم به مکان کنونی موزه بسیار نزدیک بوده‌است.
در جریان یک حمله هوایی در ۲۳ نوامبر ۱۹۴۴ و شلیک توپخانه نیروهای آمریکایی در شب ۵ آوریل ۱۹۴۵ به سقف خانه باخ آسیب جدی وارد شد.

## نمایشگاه‌ها
- ۲۰۰۴: می‌باید سخت‌کوش می‌بودم … – یوهان سباستیان باخ و کودکی‌اش در آیزناخ[۶]
- ۲۰۰۵: یوهان سباستیان باخ – دیدگاه[۷]
- ۲۰۰۷: مردی با جلیقهٔ زرین (دربارهٔ یوهان سباستیان باخ)[۸]
- ۲۰۰۸: باخ از دیدگاه پزشکی[۹]
- ۲۰۰۹: تبار و جوهر - باخ، مندلسون و موسیقی آنها در رایش سوم[۱۰]
- ۲۰۱۰: پاسیون‌های باخ - میان سنت لوتری و اپرای ایتالیایی[۱۱]
- ۲۰۱۱: خاطرات واندا لاندوسکا[۱۲]
- ۲۰۱۲: لوتر و موسیقی [باخ][۱۳]
- ۲۰۱۳: باخ و دوستانش[۱۴]
- ۲۰۱۴: "B+A+C+H = ۱۴": باخ و اعداد[۱۵]
- ۲۰۱۵: باخ در برلین[۱۶]
- ۲۰۱۶: لوتر، باخ - و یهودیان[۱۷]
- ۲۰۱۷: نوشتار: لوتر و موسیقی: باخ[۱۸]
- ۲۰۱۸: زن و موسیقی باخ[۱۹]
- ۲۰۱۹: پازل‌های تصویری – دربارهٔ نمادنگاری باخ[۲۰]

از سال ۲۰۱۳، خانهٔ باخ نمایشگاه‌های خود را در کلیسای جامع برلین نیز برگزار می‌کند.

## بیشتر بخوانید
- Christoph Wolff: Johann Sebastian Bach – The Learned Musician.W.W. Norton, New York, 2000 (2. Aufl.). شابک ‎۹۷۸−۳−۵۹۶−۱۶۷۳۹−۵
- Martin Petzoldt: Bachstätten. Ein Reiseführer zu Johann Sebastian Bach. Insel, Frankfurt, 2000. شابک ‎۰−۳۹۳−۰۴۸۲۵-X
- Hartmut Ellrich: Bach in Thüringen. Sutton, Erfurt, 2011 (2nd ed.). شابک ‎۹۷۸−۳−۸۶۶۸۰−۸۵۶−۰
- Ilse Domizlaff: Das Bachhaus Eisenach: Fakten und Dokumente. Bachhaus, Eisenach 1984.
- Conrad Freyse: Fünfzig Jahre Bachhaus. Evangelische Verlagsanstalt, Berlin 1958.
- Wolfgang Heyde: Historische Musikinstrumente im Bachhaus Eisenach, Bachhaus, Eisenach, 1976.
- Jörg Hansen: Bachhaus Eisenach (English). Schnell & Steiner, Regensburg, 2011 (5th ed.). شابک ‎۹۷۸−۳−۷۹۵۴−۴۰۰۸−۴
- Jörg Hansen: 100 Jahre Bachhaus Eisenach. Neubau, Altbausanierung, Neugestaltung der ständigen Ausstellung und feierliche Eröffnung am 17. Mai 2007. In: Thüringer Museumshefte. 16, 2007, 1, pp. 101–112.
- Jörg Hansen: 10 Jahre Bachhaus Eisenach gGmbH. Ein Erfahrungsbericht. In: Thüringer Museumshefte. 20, 2011, 1, pp. 48–61.
- Jörg Hansen, Gerald Vogt: Blood and Spirit – Bach, Mendelssohn and their music in the Third Reich (exhibition catalogue). Bachhaus, Eisenach 2009. شابک ‎۹۷۸−۳−۹۳۲۲۵۷−۰۶−۳.